# Soutpansberg
Le Soutpansberg (auparavant Zoutpansberg), est une chaîne de montagnes localisée à l'extrême nord de l'Afrique du Sud, dans le district de Vhembe, situé dans la province du Limpopo. Elle doit son nom à un désert de sel, Letshoyang en langue venda, situé à son extrémité ouest. Son extrémité opposée rejoint la réserve de Matikwa, 170 km à l'est. La chaîne, dans son ensemble, n'a originellement pas de nom en langue venda laquelle propose, en revanche, des dénominations pour ses composantes, Dzanani, Songwosi, etc. Plus tard, elle est désignée, en venda, par le terme Tha vhani ya muno, qui signifie « montagne de sel ».
Le Soutpansberg fait partie de la réserve de biosphère de Vhembe, reconnue comme réserve de biosphère par l'UNESCO en 2009. Cette dernière comprend aussi la chaîne de Blouberg, le parc national Kruger, le plateau de Makgabeng, les terres humides du Makuleke et les paysages du Mapungubwe.

## Géographie

### Topographie

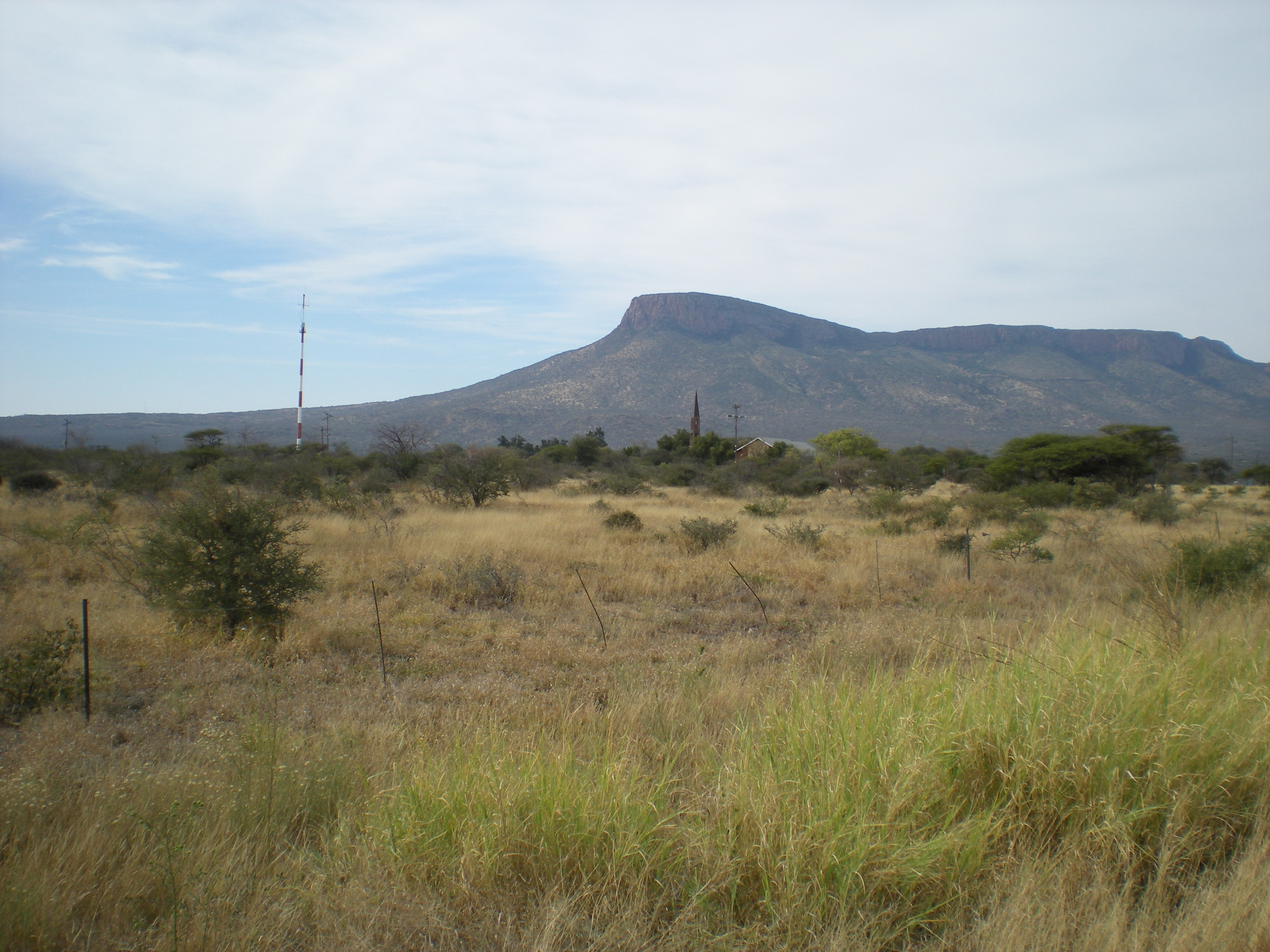
Vue de l'extrémité occidentale du massif depuis la ville de Vivo.

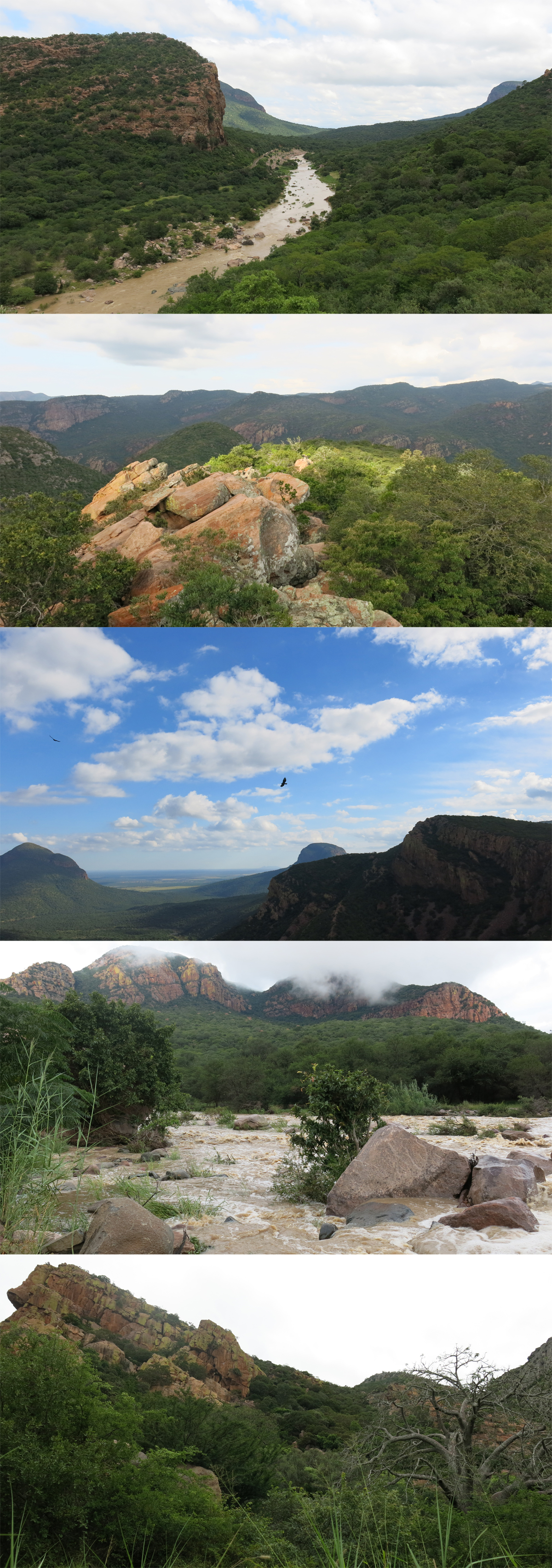
Différents paysages du sud du Soutpansberg.

La montagne est traversée par deux défilés, celui de Waterpoort à l'ouest, où passe la Sand River (municipalité de Polokwane) ainsi qu'une ligne de chemin de fer, et celui de Wyllie's Poort, qui permet à la nationale 1 de relier Louis Trichardt à Messina. Lajuma est le sommet le plus haut, culminant à 1 747 m. La rivière Nzhelele et son affluent, le Mutamba, le fleuve Nwanedi et son affluent, le Luphephe, ainsi que la rivière Levubu et ses principaux affluents, le Mutshindudi, la Mutale, la Letaba, sinuent sur les pentes du Soutpansberg. La rivière Brak, un affluent de la rivière Sand, coule en diagonale à l'extrémité ouest du Soutpansberg, le séparant du massif du Blouberg.

### Faune et flore

#### Flore
Environ 2 500 à 3 000 taxons de plantes vasculaires, comprenant 1 066 genres et 240 familles sont représentés dans la montagne. Une liste des espèces trouvées dans la zone du Mutshidudi recense 109 familles de plantes, 397 genres et 619 espèces. 24 espèces sont endémiques à la montagne et 33 autres sont endémiques à la biosphère de Vhembe. 594 espèces d'arbres sont natives de la montagne ou de ses environs immédiats. L'immense diversité floristique peut être attribuée à la présence de plusieurs zones floristiques distinctes : tropicale, costale du Mozambique, Lowveld, Afromontane, Bushveld, Waterberg, Kalahari et vallée du Limpopo. Environ 10 % des plantes du Soutpansberg sont considérées comme succulentes et c'est aussi le cas pour 32 % de la flore endémique.

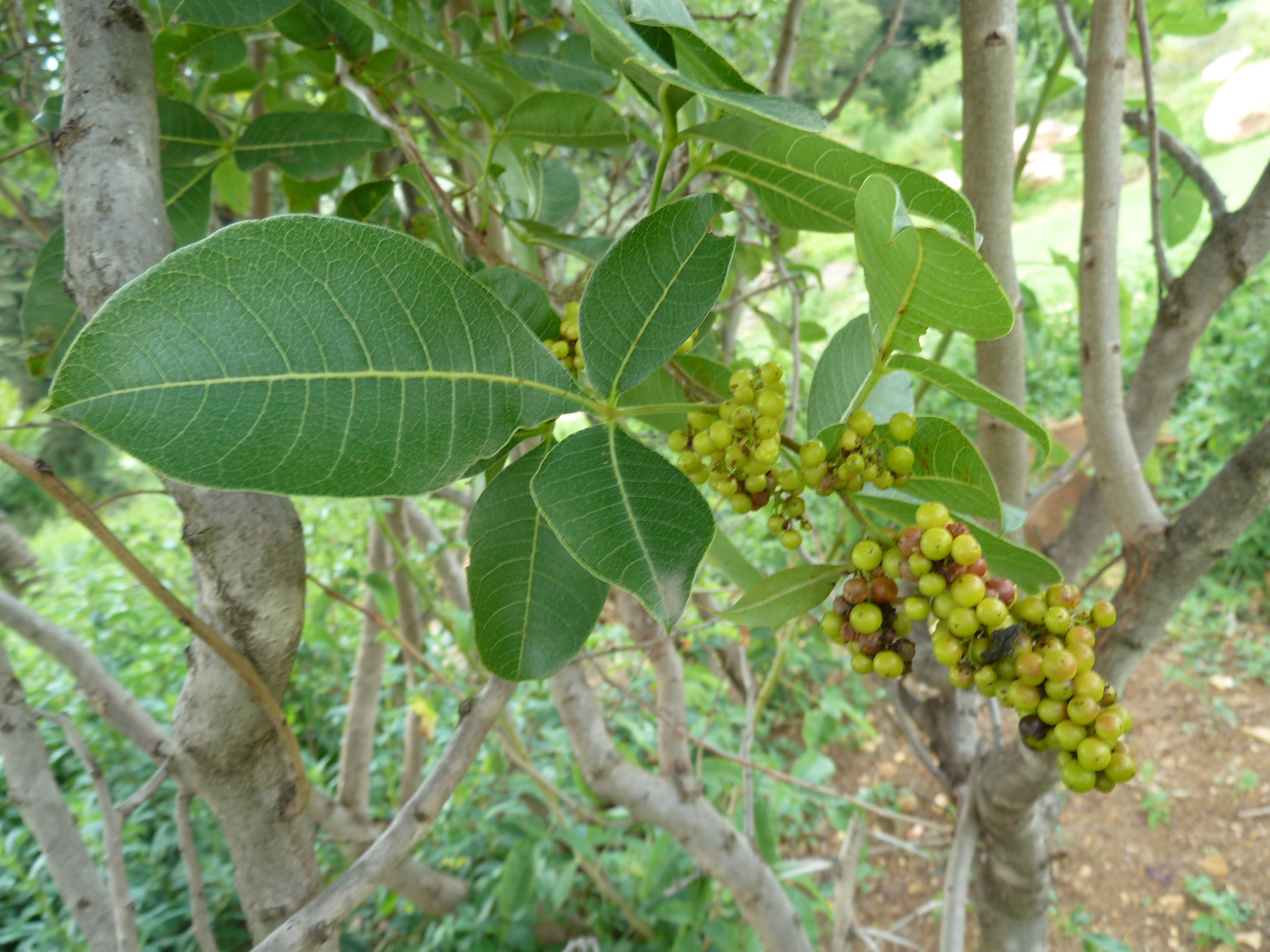
Searsia magalismontana subsp. coddii.

Concernant la flore endémique, les Asclepiadacées, avec cinq genres et six espèces, proposent la plus grande diversité. L'aloès présente la plus grande diversité d'espèces du même genre avec cinq espèces endémiques, et le monotypique Zoutpansbergia est le seul genre endémique. La flore endémique comprend Encephalartos hirsutus, Duvalia procumbens, Euphorbia rowlandii, E. aeruginosa, E. zoutpansbergensis, Ceratotheca saxicola, Stapelia clavicorona, Tylophora coddii, Huernia nouhuysii, Aloe angelica, A. petrophila, A. soutpansbergensis, A. vossii, Combretum vendae, Blepharis spinipes, Mystacidium braybonae, Justicia montis-salinarum, Khadia borealis, Orbeanthus conjunctus, Streptocarpus parviflorus subsp. soutpansbergensis, Searsia magalismontana subsp. coddii, Vangueria soutpansbergensis et Pavetta tschikonderi.
Les espèces floristiques tropicales, qu'on trouve dans le sud du Soutpansberg, sont les suivantes : Brackenridgea zanguebarica, Millettia stuhlmannii, Oxytenanthera abyssinica, Trilepisium madagascariense, Brachystegia utilis-torrei (assimilée au génome dominant de B. spiciformis) et Syzygium masukuense. Ces espèces ne sont pas associées au Miombo central du Zimbabwe mais plutôt à la zone floristique des hautes-terres et, particulièrement, à son piémont.

#### Faune

##### Reptiles
Un total d'au moins 116 espèces de reptiles a été recensé dans le Soutpansberg. Cette biodiversité est remarquable pour une zone aussi petite et représente 36 % du nombre total d'espèces de reptiles de l'Afrique du Sud. C'est à peu près le même nombre que celui des espèces (119) du parc Kruger. C'est une forte biodiversité comparée aux points chauds de biodiversité du reste de la planète et la biodiversité par unité de surface est plus élevée que dans la plupart de ces derniers. Le « lézard des rochers du Soutpansberg » (Vhembelacerta rupicola), le « lézard-ver du Soutpansberg » (Chirindia), le « lézard plat du Soutpansberg » (Platysaurus relictus) et le « gecko nain du Soutpansberg » sont tous endémiques et doivent leur nom à la montagne.

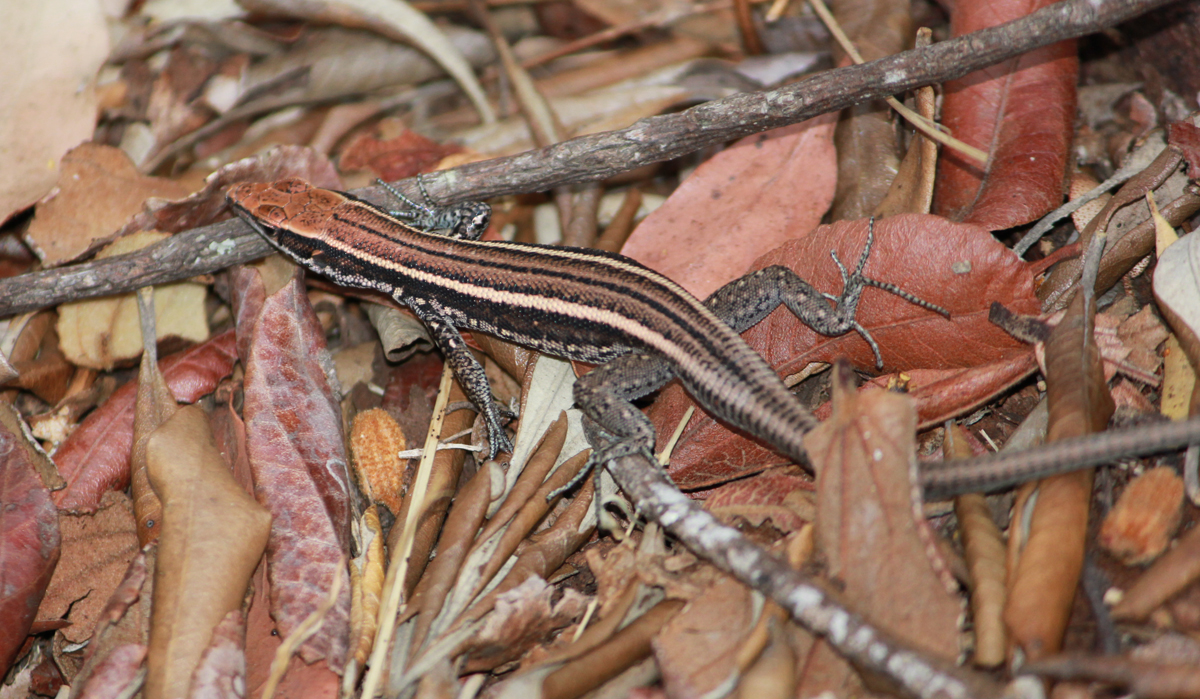
Lézard des rochers du Soutpansberg, Vhembelacerta rupicola.
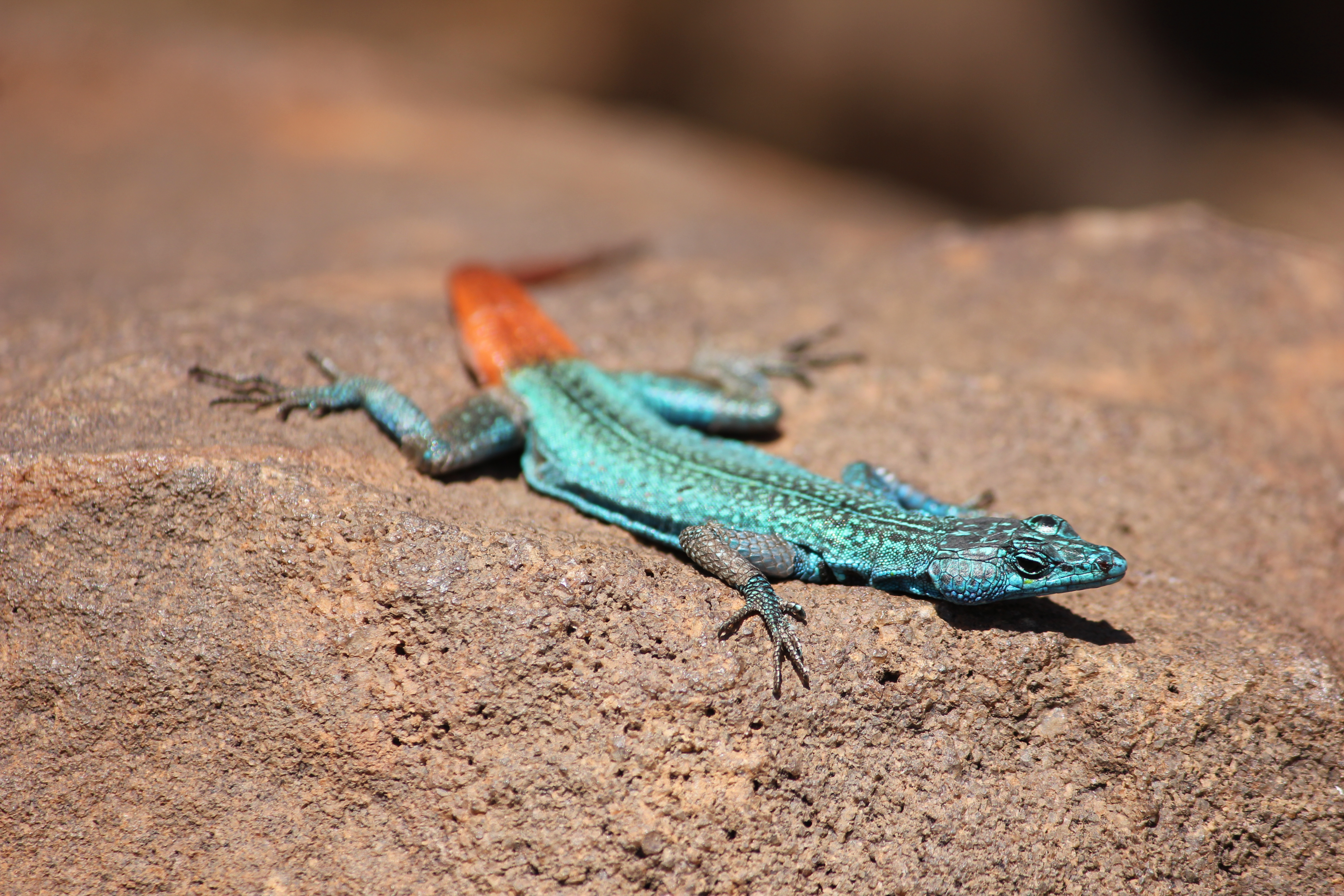
Lézard plat du Soutpansberg, Platysaurus relictus.
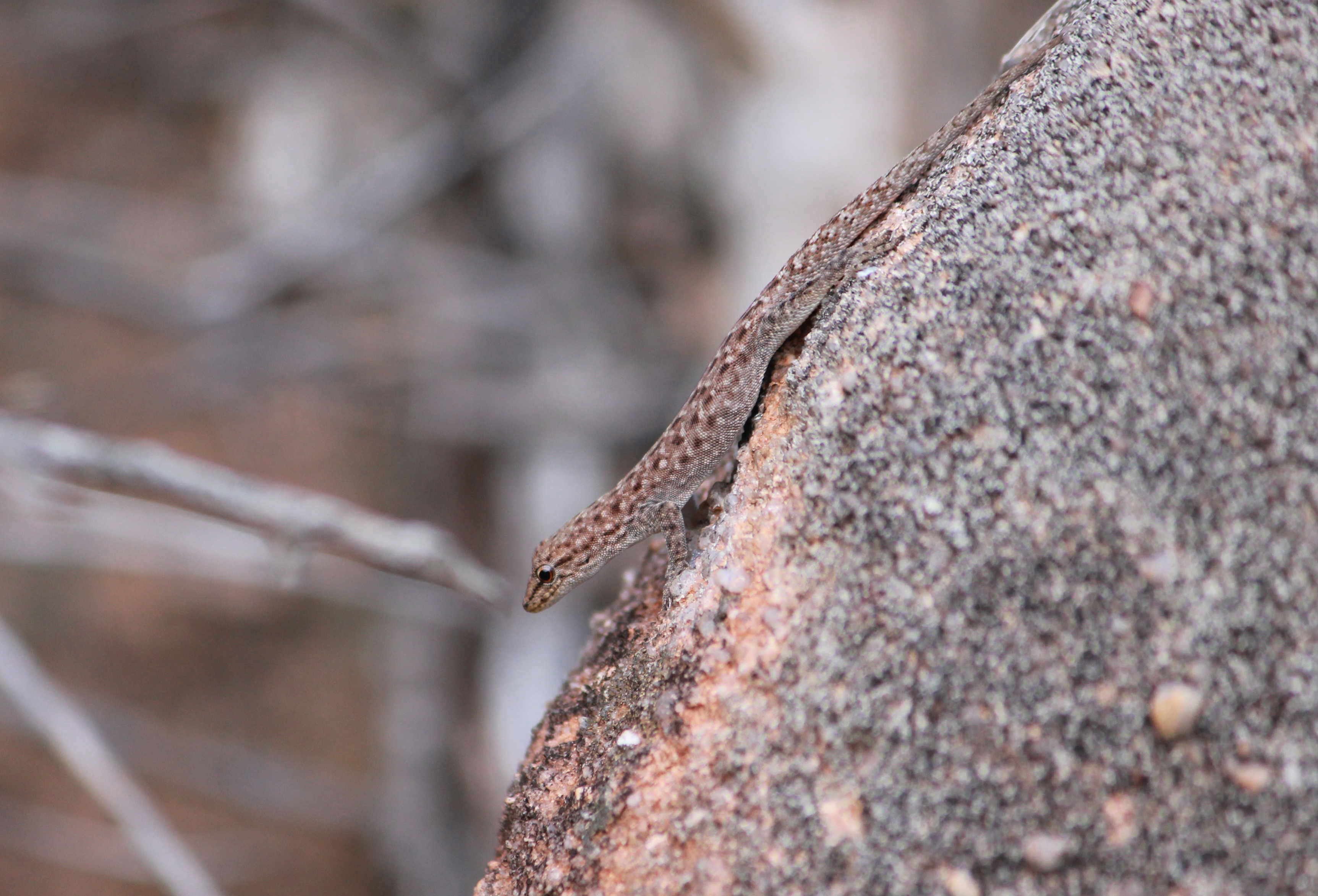
Gecko endémique du Soutpansberg, Lygodactylus ocellatus soutpansbergensis.

##### Invertébrés
Le Soutpansberg est renommé pour le haut degré d'endémisme de sa faune d'invertébrés,.

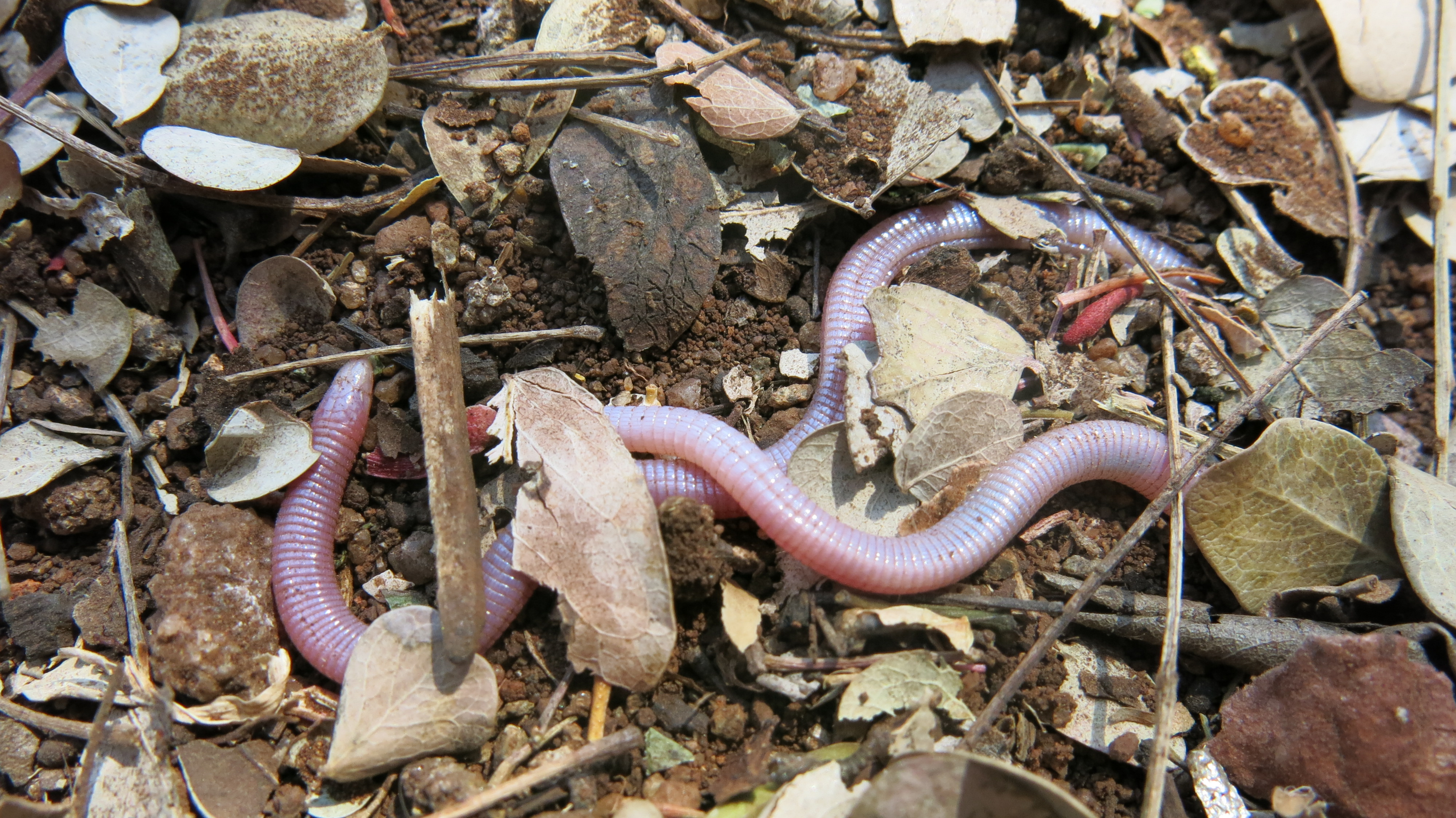
Lézard-ver du Soutpansberg, Chirindia langi subsp. occidentalis
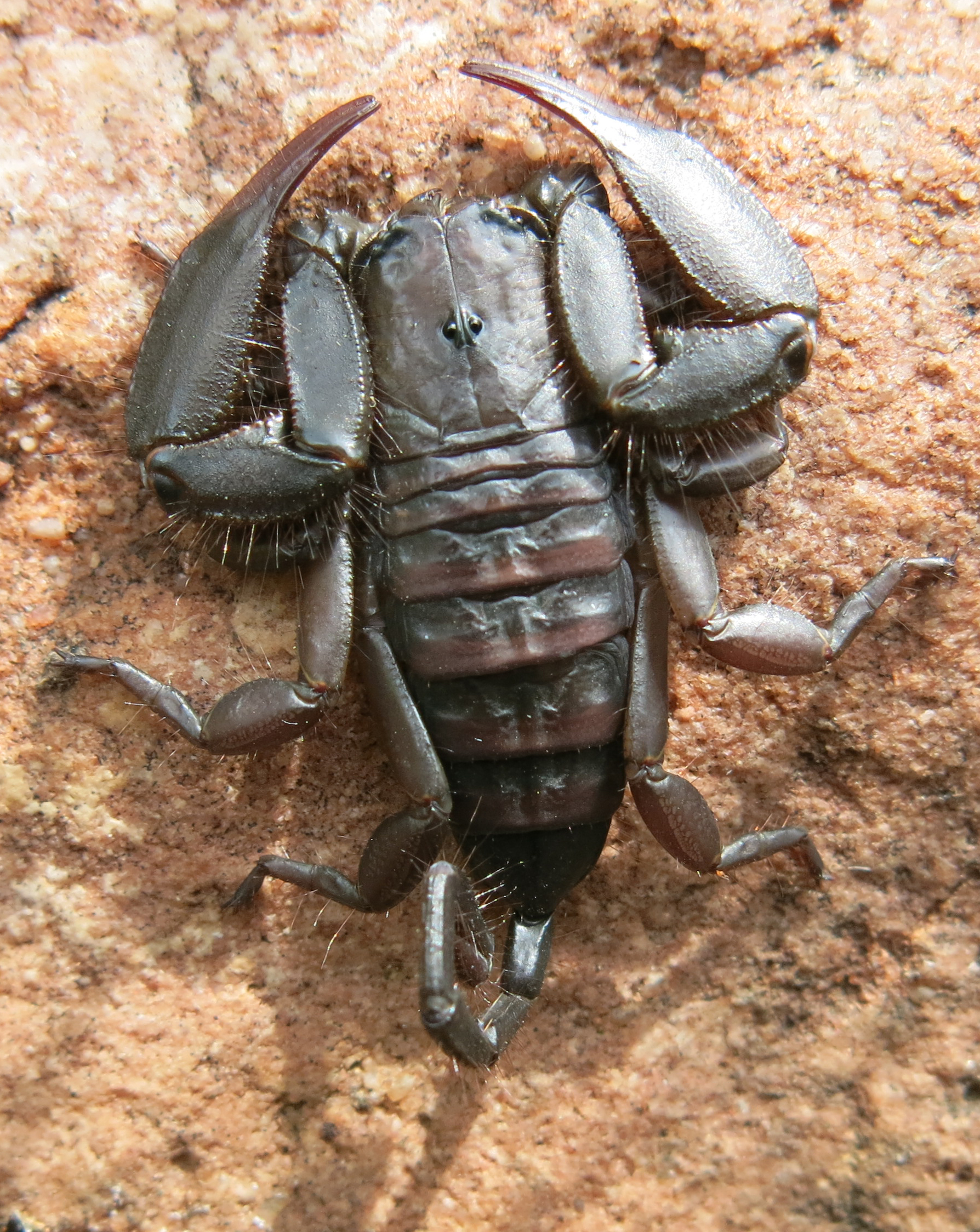
Un scorpion endémique, Hadogenes soutpansbergensis.
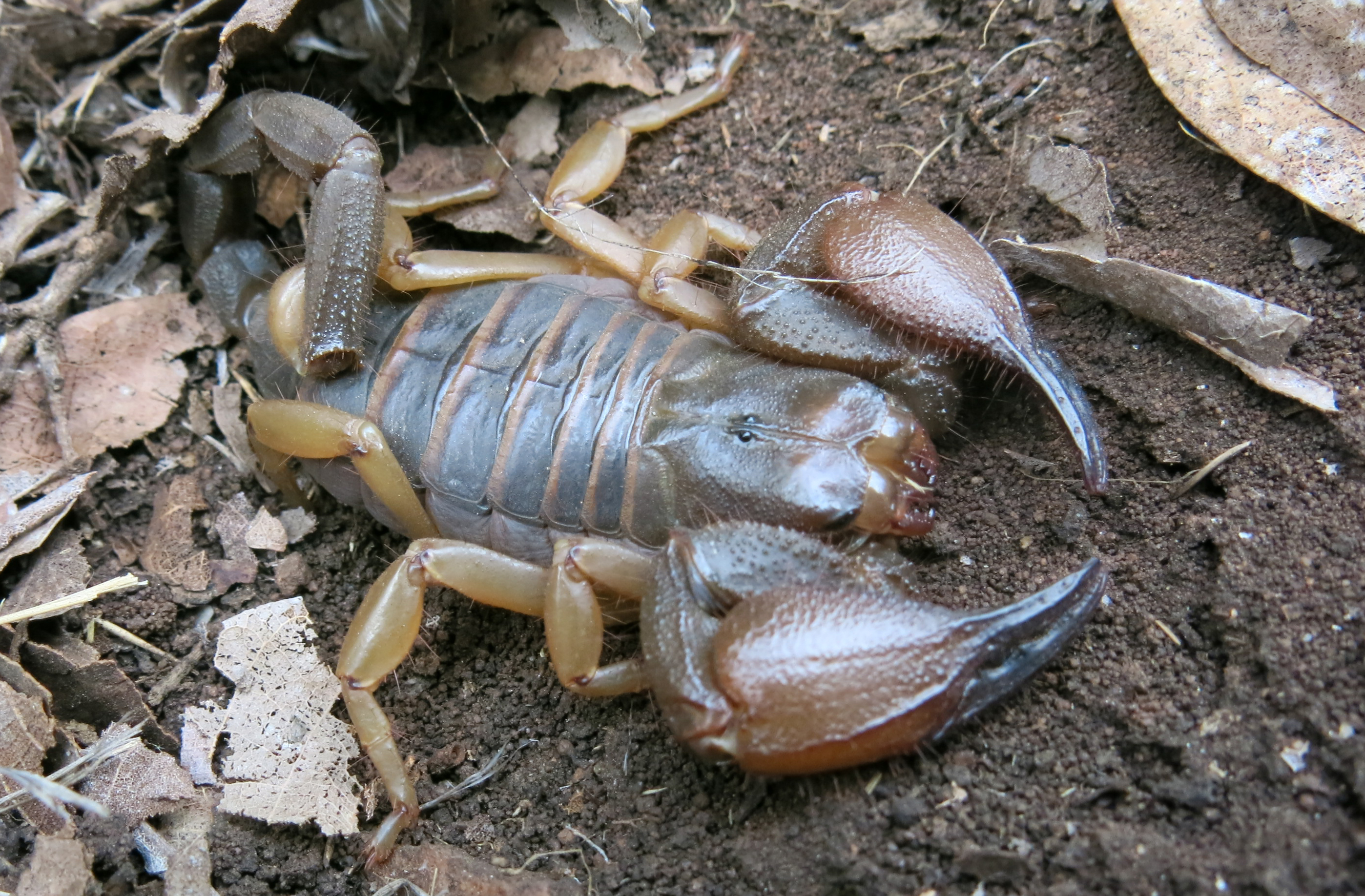
Un scorpion endémique Opistophthalmus lawrencei.
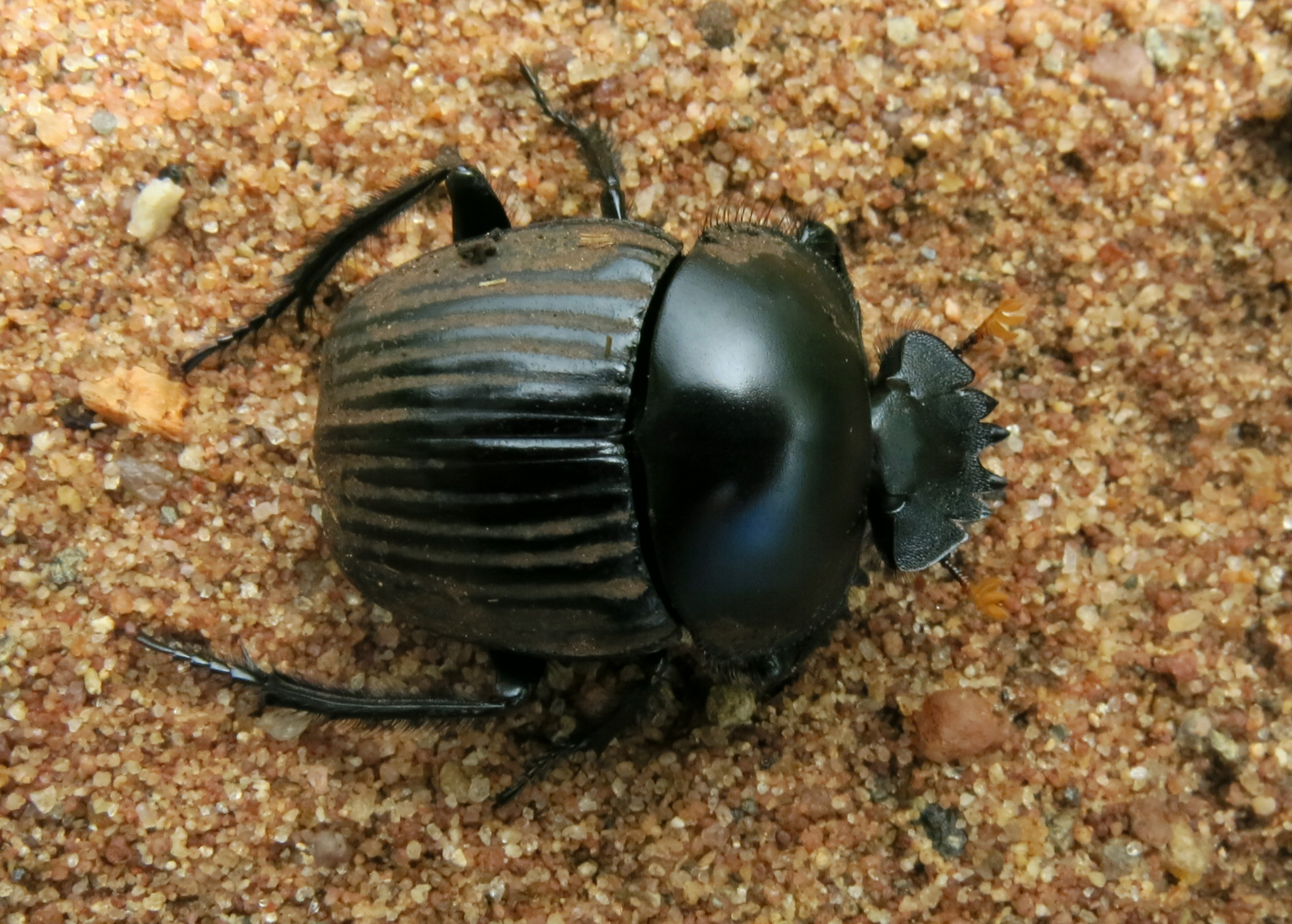
Scarabée endémique, Scarabaeus schulzeae.

## Histoire

### Premiers Européens
Le premier Occidental à atteindre le massif et à le nommer fut Coenraad de Buys, un colon qui fuyait Graaff-Reinet après une rébellion avortée, en 1795. Il s'installa au pied de la montagne en 1820 et devint le patriarche d'un clan, le « Buysvolk », qui existe encore à Buysdorp. De Buys fut suivi par le voortrekker (colon boer) Louis Trichardt, qui séjourna dans le désert de sel de mai à juin 1836. En novembre 1836, Trichardt déplaça son installation aux alentours de ce qui est de nos jours Schoemansdal près de la ville de  Louis Trichardt, où il resta jusqu'en juin 1837. De juin à août 1837, Trichardt campa près de la rivière Doorn, après quoi il partit, cherchant une route commerciale vers la mer.

### Premières installations

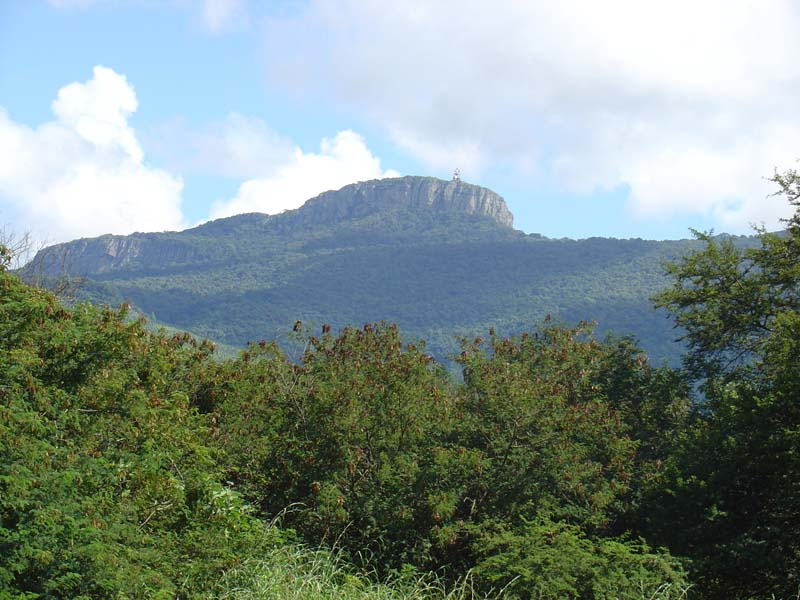
Promontoire donnant sur Louis Trichardt.

En 1848, une colonie, nommée « Zoutpansbergdorp », fut établie sur le site de l'ancien campement de Trichardt. Elle fut fondée par Jan Valentyn Botha qui dirigeait une section du trek de Hendrik Potgieter. Ce dernier mourut à cet endroit en 1852, et son fils aussi, peu de temps après. En 1855, le dirigeant de fait était Stephanus Schoeman qui renomma l'endroit « Schoemansdal », d'après son propre nom. La ville, qui vit l'arrivée de renégats, fut un prospère poste de commerce de l'ivoire vers 1855, lorsque sa population atteint le chiffre de 200 personnes.
Les chasseurs vendas fournissaient les Voortrekkers en ivoire, lesquels, en retour, leur vendaient des armes à feu. Les relations entre eux s’envenimèrent à cause des taxes, des vols de bétail et du contrôle laxiste sur les armes à feu. Une véritable discorde se fit jour en 1866 lorsque les Voortrekkers se mêlèrent d'une guerre de succession venda, dont un des protagonistes, Makhado, avait attaqué un campement périphérique. Malgré l'arrivée d'un commando en secours, les positions vendas dans la montagne ne purent être réduites. Les colons abandonnèrent la ville le 15 juillet 1867 et fondèrent Pietersburg (nommée Polokwane de nos jours). Un musée en plein air a été installé, qui recrée la modeste installation.

### Première ville
En octobre 1898, les Boers revinrent pour tenter de reprendre le contrôle de la zone. En prévision, des troupes du général Piet Joubert occupèrent une position stratégique sur la rivière Doorn. En novembre, le kraal du roi Mphefu fut attaqué sur trois fronts et le village royal incendié. Mphefu et les membres de son clan fuirent, traversant le Limpopo, jusqu'au territoire de ce qui est de nos jours le Zimbabwe. Les fermes Rietvlei et Bergvliet furent abandonnées en 1898 pour une nouvelle ville ; elle fut instituée l'année suivante et nommée en l'honneur de Louis Trichardt,.

## Activités

### Protection environnementale

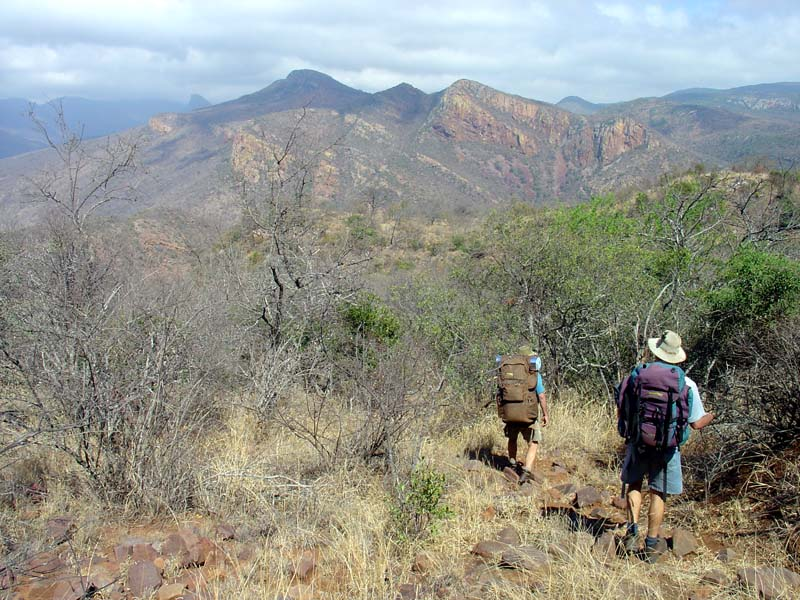
Promeneurs dans la partie centrale du Soutpansberg.

Les zones naturelles connaissent de nos jours une forte pression due à l'homme. L'exploitation des ressources naturelles, l'expansion des surfaces occupées par les activités anthropiques, le braconnage et la pollution affectent tous, plus ou moins, le Soutpansberg. Il a été inscrit sur la liste du patrimoine mondial dans le cadre de la réserve de biosphère de Vhembe,.